# Arcangel
Austin Alejandro Santos Pascual (New York, 23 december 1985), beter bekend als Arcángel, is een Puerto Ricaans-Amerikaanse reggaeton-artiest en acteur van Dominicaanse afkomst. Hij verwierf bekendheid als de ene helft van het dua Arcángel & De La Ghetto. Arcángel staat bekend om zijn charismatische en romantische teksten. In december 2008 kwam zijn eerste soloalbum uit: El Fenómeno (Het Fenomeen).

## Discografie
- 2007 : La Maravilla
- 2008 : El Fenómeno
- 2010 : Optimus A.R.C.A.
- 2013 : Sentimiento, Elegencia y Maldad
- 2015 : Los Favoritos
- 2018 : Ares
- 2019 : Historias de un capricornio.
- 2020 : Los Favoritos 2.0
- 2021 : Los Favoritos 2.5
- 2022 : Sr. Santos
- 2023 : Sentimiento, Elegancia y Más Maldad

## Filmografie
- 2008: Muerte en El Paraíso